# Adobe Animate
Adobe Animate è un software di creazione di animazioni digitali vettoriali, prodotto e distribuito da Adobe all'interno della raccolta Creative Cloud.
È il successore di Adobe Flash Professional. A differenza di quest'ultimo, pur garantendo la retrocompatibilità verso animazioni Flash, permette di creare animazioni sfruttando le API Canvas di HTML5.